# Nakhon Noi
Nakhon Noi (sinh thế kỷ 16, ?), danh xưng hoàng gia là Samdach Brhat Chao Samdach Brhat Chao Negara Nawi Raja Sri Sadhana Kanayudha, là vua thứ 21 của Vương quốc Lan Xang, trị vì thời gian ngắn trong năm 1582.
Nakhon Noi là con vua Sen Soulintha và kế vị cha năm 1582. Tuy nhiên người dân Lan Xang không chấp nhận một vị vua không mang dòng máu hoàng tộc. Vì thế ông có một thời cai trị rất ngắn ngủi, tàn nhẫn và bị ghét bỏ rộng rãi. Người Miến Điện bắt ông đưa đi Miến Điện, và không thấy nhắc đến nữa.
Một nhiếp chính tạm thời cai trị, đến năm 1591 thì vua Nokeo Koumane lên ngôi.